# VV 't Zandt
VV 't Zandt was een Nederlandse amateurvoetbalvereniging uit de Groningse plaats 't Zandt. De club werd opgericht op 1 mei 1932 en in juni 2017 werd de 85 jaar oude club opgeheven.

## Sportpark 't Zandt
In oktober 1961 werd er een nieuw sport- en voetbalveld compleet met tribune in gebruik genomen. Het geheel is aangelegd door de VvV (Vereniging voor Volksvermaken).
In 1972 ontstond er brand in het clubcafé dat in het centrum van het dorp stond. De gehele inboedel ging verloren en ook de prijzenkast ging in vlammen op. Slechts een klein aantal bekers werd gered en kon na restauratie weer opnieuw worden uitgestald.
In 1982 ging de toenmalige gemeente 't Zandt over tot aanleg van een tennisbaan en de bouw van een kantine met kleedkamers en douches en een parkeergelegenheid. In 1984 nam de gemeente 't Zandt het sportveld met tribune over van de VvV onder de voorwaarde dat de jaarlijkse concours hippique, welke altijd op de eerste zaterdag van juli wordt gehouden, gebruik mag blijven maken van het voetbalveld.
Het complex met de naam sportpark 't Zandt, werd in de volksmond weleens gekscherend 't Zandt Siro genoemd. Deze naam was afgeleid van het Stadio Giuseppe Meazza (voetbalstadion in Milaan), dat ook wel San Siro genoemd wordt.
Vanaf december 2010 beschikte het sportcomplex ook over een ijsbaan. Deze ijsbaan werd gerealiseerd door een samenwerking van VV 't Zandt met de ijsvereniging, het dorpsbelangen en de gemeente Loppersum.

## Laatste seizoen
VV 't Zandt maakte voor aanvang van het seizoen 2016/17 bekend dat dit het laatste jaar in het bestaan van de club zou worden. De club bestond in de voorgaande seizoenen nog uit één seniorenelftal en een aantal leden. Omdat het aantal nog aanwezige voetballers door woon-, werk-, studie- en familieomstandigheden op het punt stond nog kleiner te worden, besloten de leden het 85-jarig bestaan nog te halen en de vereniging daarna op te heffen.
Laatste wedstrijd
Op zaterdag 27 mei 2017 speelde 't Zandt haar laatste competitiewedstrijd. 't Zandt nam het in deze wedstrijd op tegen het tweede elftal van VV De Fivel, en wist met 2-0 te winnen. De wedstrijd stond onder leiding van Jochem Kamphuis.

## Standaardelftal
Het standaardelftal speelde laatstelijk in het seizoen 2011/12, waar het uitkwam in de Vijfde klasse zaterdag van het KNVB-district Noord.

### Competitieresultaten 1960–2012
| 9 4B |

|  |

|  |

|  |

| 6 2B |

| 5 2B |

| 10 2B |

| 6 2B |

| 8 2B |

| 5 2B |

|  |

| 12 2B |

|  |

|  |

| 3 2A |

| 8 2B |

| 4 2A |

| 1 2A |

| 9 1B |

| 4 1A |

|  |

| 11 4D |

| 2 5D |

| 1 4D |

| 10 3C |

| 12 4C |

| 1 5C |

| 12 4C |

| 12 5C |

| 5 6D |

| 8 6D |

| 10 6D |

| 12 6D |

| 12 6D |

| 10 6D |

|  |

| 14 5E |

| Derde klasse | Vierde klasse | Vijfde klasse | Zesde klasse | Eerste klasse GVB | Tweede klasse GVB |

In elke staaf van de grafiek staat van boven naar beneden vermeld: 
- Eindnotering

Dit is de positie die de club heeft bereikt in de competitie, zonder eventuele beslissings-, play-off- of nacompetitiewedstrijden die nodig zijn geweest om bijvoorbeeld de kampioen van de competitie te bepalen.
Indien een * achter het getal staat is de notering een tussenstand en kan het zijn dat de notering niet overeenkomt met de uiteindelijke eindstand van de competitie.
Staat er een - dan is het seizoen nog bezig en is er geen definitieve uitslag bekend.
Staat er xx op de positie van de notering, dan heeft de club vroegtijdig de competitie verlaten. Dit kan onder andere komen door terugtrekking van het team, faillissement van de club of door een uitgedeelde straf van de KNVB. In veel gevallen staat elders in het artikel de reden vermeld.
Staat er een ? dan is het resultaat uit het verleden onbekend, en is alleen de competitie of het niveau bekend van dat seizoen.
In de seizoenen 2019/20 en 2020/21 werd wegens de coronacrisis het amateurvoetbal afgebroken. Daardoor kennen deze staven geen eindklassering (middels -- weergegeven).
- Competitieniveau en afdelingsletter of Officiële eindstand Eredivisie
  - Competitieniveau en afdelingsletter

Hierbij geeft het getal het niveau weer, dat ook terug te vinden is in de legenda. De letter is de afdelingsaanduiding en wordt gebruikt wanneer er meer afdelingen zijn op hetzelfde niveau. De afdelingsletter is altijd een hoofdletter en wordt meestal zonder nummer gebruikt.
Voorbeeld: 2F is niveau 2e klasse competitie F.
Het competitieniveau en nummer wordt niet vermeld wanneer er slechts één competitie van dit niveau was.
  - Officiële eindstand Eredivisie (getal staat tussen haakjes vermeld)

Sinds de introductie van play-offwedstrijden voor Europees voetbal na afloop van de reguliere competitie in 2005/06, is de KNVB verplicht een eindstand van de Eredivisie door te geven aan de UEFA aan de hand van deze play-offwedstrijden.
Bij deze eindstand staan clubs die zich hebben gekwalificeerd voor Europees voetbal hoger dan clubs die zich niet wisten te kwalificeren. Indien er geen verschil was tussen de eindnotering en de officiële eindstand, staat dit getal niet vermeld.

- Onderafdeling

Hier staat afgekort de naam van de onderafdeling indien de club in dat jaar in een onderafdeling uitkwam. Tevens staat deze afkorting in de legenda en wordt gelinkt naar het artikel over deze onderafdeling. Deze afkorting wordt alleen vermeld wanneer de club in het verleden in verschillende onderafdelingen heeft gespeeld. Deze vermelding is in de staaf altijd in kleine letters. Deze onderafdelingen zijn na het seizoen 1995/96 afgeschaft. Heeft de club in slechts één onderafdeling gespeeld, dan is dit alleen terug te vinden in de legenda.
Onder de staaf staat het jaartal vermeld waarin het seizoen is afgesloten. 15 verwijst naar het seizoen 2014/15 of eventueel het seizoen 1914/15.
Wanneer een staaf leeg is, zijn deze gegevens niet bekend. Het kan ook zijn dat de club dat seizoen niet heeft meegespeeld op het hogere amateurniveau, vroegtijdig de competitie heeft verlaten of uit de competitie is gezet.

In het seizoen 1944/45 was er wegens de Tweede Wereldoorlog geen regulier competitievoetbal.
DVC Appingedam · NEC Delfzijl · VV Farmsum · VV De Fivel · VV Godlinze · VV Holwierde · VV Meedhuizen · SC Loppersum · VV Middelstum · VV Oosterhoek · VV Poolster · VV Stedum · VV Wagenborger Boys · VV WEO

Voormalige: VV Appingedam · Eems Boys · VV Neptunia · VV De Pelikanen · VV Wagenborgen · VV 't Zandt